# Laila Iskander
Laila Rashed Iskander Kamel, née en 1949, est une entrepreneuse sociale et une femme politique égyptienne.
Elle a travaillé avec des organisations agissant dans le domaine social et environnemental depuis plus de 20 ans.. Elle est connue internationalement et localement en tant que consultante, chercheuse et formatrice en développement communautaire. Elle s'est vu attribuer le prix Goldman en 1994.  Elle a été ministre de l'Environnement à plusieurs reprises dans la première partie des années 2010.

## Biographie
Née en 1949, elle étudie l'économie, les sciences politiques et les affaires à l'université du Caire. Elle a obtenu également une maîtrise ès arts en enseignement avec spécialisation en études du Proche-Orient à l'Université de Californie à Berkeley, puis un doctorat en éducation du Teacher's College de l'université Columbia à New York.
Elle travaille ensuite comme chercheuse, conférencière et consultante pour des agences gouvernementales et internationales, ainsi que pour des organisations non gouvernementales, dans les domaines du genre, de l'éducation et du développement, de l'environnement, de la santé, du travail des enfants et de la gouvernance. Elle a également été consultante auprès du ministre égyptien de l'Environnement sur la gestion des déchets.
Parmi ses contributions, on peut citer son travail avec les zabbaleen (chiffonniers ou ramasseurs d'ordures), au Caire, en Égypte. Elle a créé une école informelle de recyclage en 1982 pour enseigner aux enfants les rudiments de l'alphabétisation, de la santé et de l'hygiène. Son travail avec les éboueurs comprend un programme de tissage de tapis apprendre et gagner sa vie (Kamel's Rug-Weaving Center), dans lequel des filles de la communauté zabbaleen tissent des tapis sur un métier à tisser à la main en utilisant du coton jeté. Ce projet intègre aussi un programme éducatif d'alphabétisation et d'apprentissage des mathématiques de base, pour faciliter la vente de leurs tapis lors de foires artisanales.
Elle met ensuite à profit le savoir-faire acquis dans la gestion des déchets, dans la banlieue du Caire, pour les villes touristiques de Dahab et Nuweiba en 1997, avec l'organisation Hemaya (mot arabe pour Protection). Le projet inclut une séparation des déchets entre déchets organiques et non-organiques, pour faciliter la réutilisation et le recyclage. Une station de traitement est créée pour absorber le volume de bouteilles, de plastique, de carton et d'autres matériaux recyclables provenant des établissements touristiques et fournir une source de revenus provenant de la revente de ces matériaux, tant au niveau local qu'international..
En 1994, elle reçoit le Prix Goldman pour l'environnement pour son travail avec les zabbaleen.
Elle est également membre de l'équipe de direction du groupe de travail collaboratif sur la gestion des déchets solides dans les pays à faible revenu et à revenu intermédiaire, un réseau informel de connaissances qui rassemble des volontaires pour partager les connaissances sur les méthodes de gestion des déchets solides dans les pays en développement. Elle a été membre du jury du Prix international d'alphabétisation de l'UNESCO.
Dans la première partie des années 2010, elle occupe également plusieurs postes ministériels, dans le domaine social ou environnemental, avant que l'accent ne soit mis davantage sur l'économie et sur l'attractivité de l'Egypte pour les fonds étrangers,,.

## Publications
En 1994, elle publie un livre intitulé Mokattam garbage village, Cairo, Egypt.